# La Comarca Leal
La Comarca Leal fue un periódico español editado en Vich entre 1889 y 1894.

## Historia
Era continuador del semanario vicense La Cruz sobre el Corazón. En julio de 1889 apareció el prospecto y el primer número, editado a ocho páginas en folio mayor y dos columnas.
Adscrito al carlismo, llevaba por subtítulos «Periódico católico-monárquico» y «Eco de Vich, Berga y Olot». Posteriormente incluiría también en su primera página la cita «Sí se puede ser católico sin ser carlista, no se puede ser carlista sin ser católico», tomada de la carta de Don Carlos al marqués de Cerralbo del 2 de abril de 1890.
En Vich se adquiría en la Librería y Tipografía Vicense (Rambla del Cármen, n.º 7); en Berga en la casa de José Huch (plaza de la Constitución, 9, 1.º) y en Olot en la Secretaría del Círculo Tradicionalista.
En agosto de 1889 se encargó de la dirección Luis Carlos Viada y Lluch, y más tarde Juan Bautista Falcó. Cesó en 1894 y fue sucedido por La Comarca.